# 武平军节度使
武平軍节度使，唐昭宗光化元年（898年），置武贞军节度使，治朗州，领澧州、朗州、溆州。雷满、雷彦威、雷彦恭父子兄弟割据。唐朝灭亡后，雷彦恭依附淮南军。至五代開平二年（908年），馬殷派兵將節度使雷彦恭逐出朗州，隨後更名永順军節度使，改治朗州，遲至後梁龍德二年（922年），改稱武順军節度使。后梁灭亡后，楚国称臣于後唐。后唐同光元年（923年）十二月，改稱武貞軍節度使。長興元年（931年）以前，改稱武平军节度使。五代十国时期，位于今日湖南一带，在馬楚覆灭后，节度使刘言击败南唐，收复楚国故地，称臣后周，仍以朗州为中心，武平军于是成为湖南地区藩镇的名称。951—963年间，共经历四任三姓节度使，后为宋朝兼并。末代节度使是年仅12岁的周保权。

## 历任节度使
- 雷满（898年—901年）
- 雷彦威（901年—903年）
- 雷彦恭（903年—908年）
- 张佶（907年—908年）
- 马賨（911年）
- 马存（914年—915年）
- 马希振（928年—936年）
- 马希杲（936年—945年）
- 马希萼（947年）
- 马光惠（951年）

| 姓名   | 在位時間    |
| ------ | ----------- |
| 刘言   | 951年—953年 |
| 王逵   | 953年—956年 |
| 周行逢 | 956年—962年 |
| 周保权 | 962年—963年 |